# Vilniaus gatvė (Vilnius)

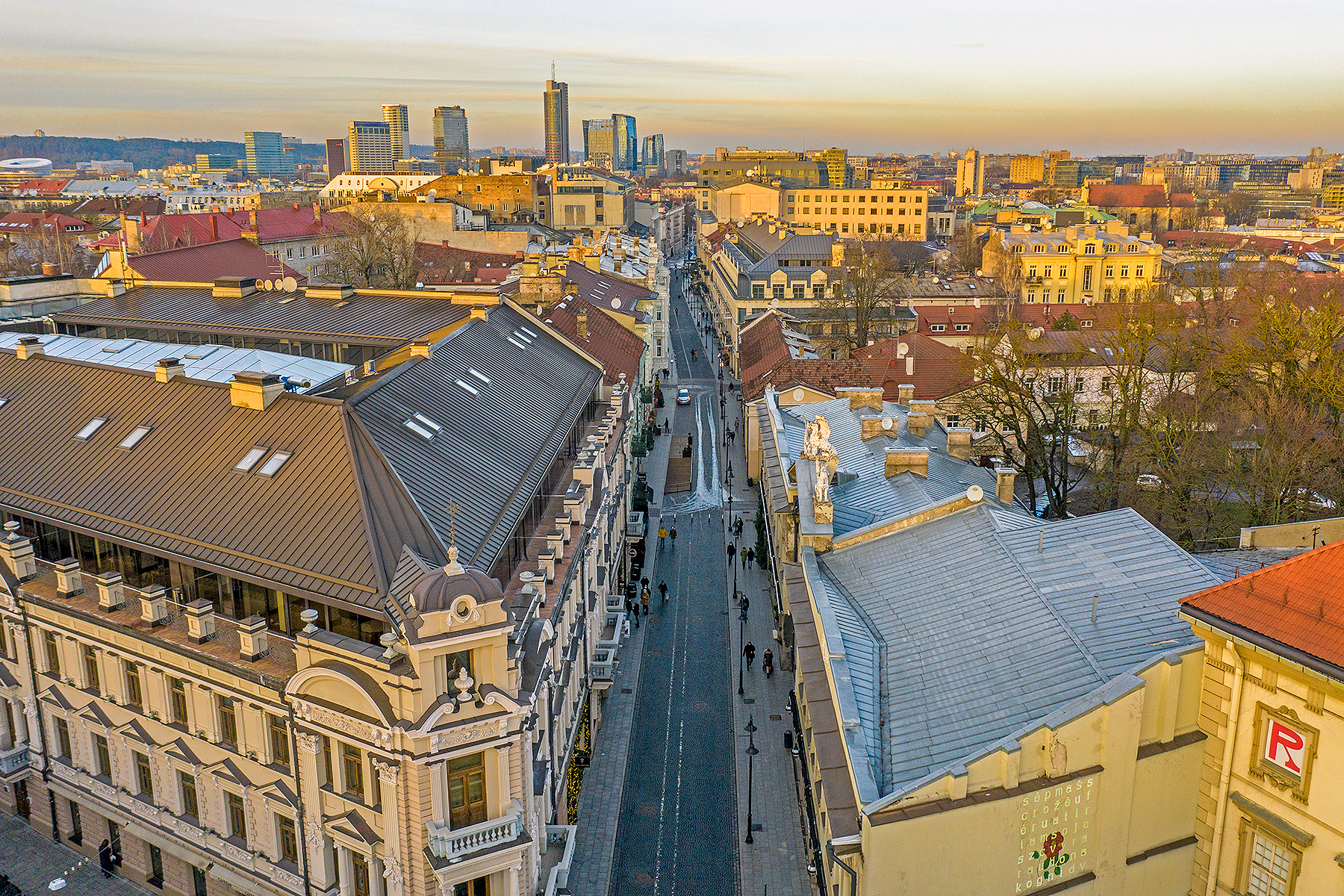
2020

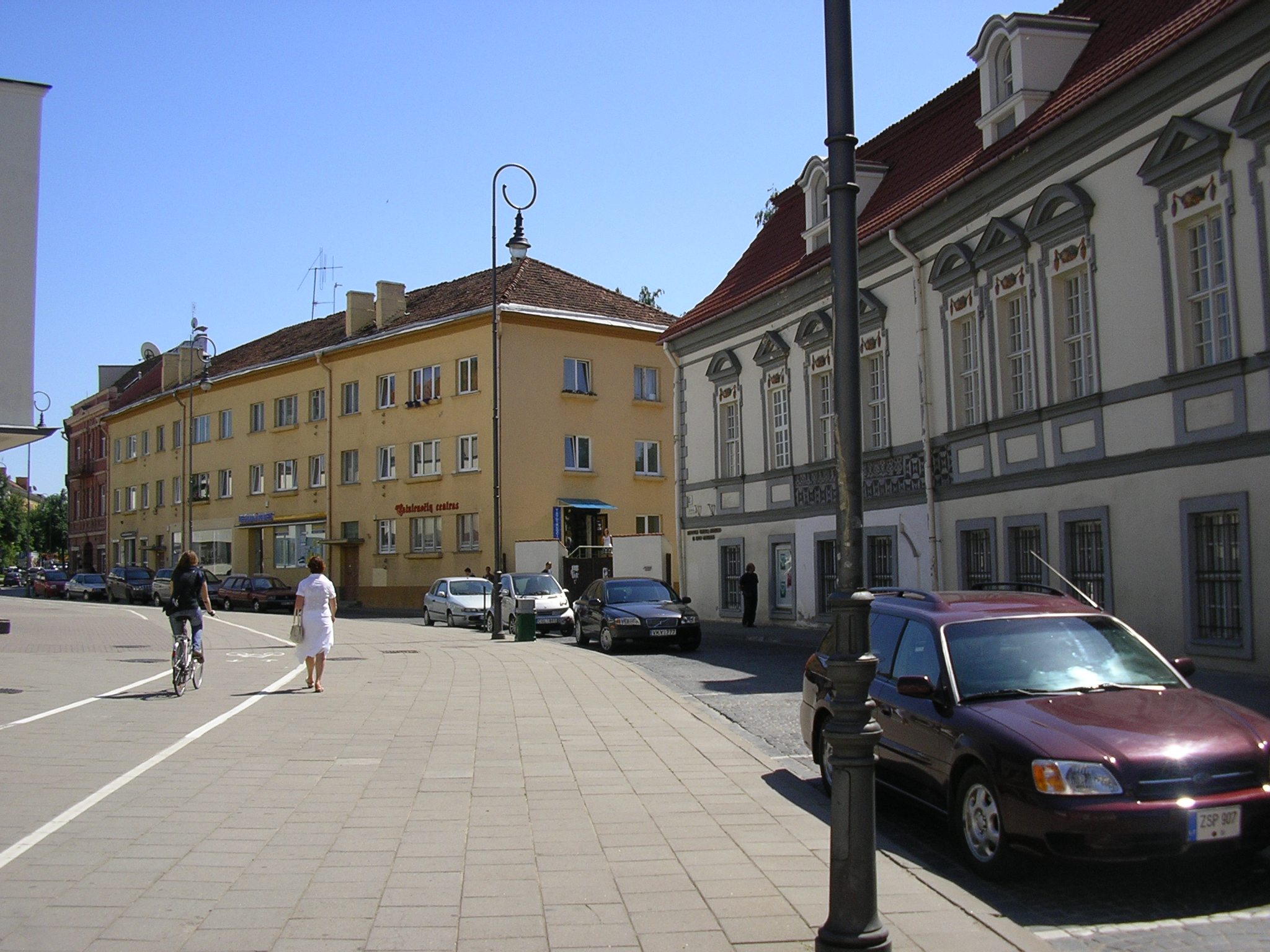
2007

Vilniaus gatvė ist  eine  Straße in der Altstadt Vilnius, Litauen. In Sowjetlitauen hieß sie L. Giros gatvė. Hier befinden sich das Gesundheitsministerium Litauens, die Kommission für Steuernstreitigkeiten, die Oberste Kommission für Verwaltungsstreitigkeiten, eine Kirche, das Salomėja-Nėris-Gymnasium, das Konzerthaus Kongresų rūmai und ein Hotel. Die Straße gehört zu den Amtsbezirken Senamiesčio und Naujamiestis.